# Dipartimento di San Javier (Córdoba)
San Javier è un dipartimento argentino, situato nella parte occidentale della provincia di Córdoba, con capoluogo Villa Dolores.

## Geografia fisica
Esso confina a nord con il dipartimento di San Alberto, ad est con quello di Calamuchita, a sud e ad ovest con la provincia di San Luis.
Il dipartimento è suddiviso nelle seguenti pedanie: Dolores, Luyaba, Rosas, San Javier, Talas.

## Società

### Evoluzione demografica
Secondo il censimento del 2001, su un territorio di 1.652 km², la popolazione ammontava a 48.951 abitanti, con un aumento demografico del 14,99% rispetto al censimento del 1991.

## Amministrazione
Nel 2001 il dipartimento comprendeva:
- 6 comuni (comunas in spagnolo):
  - Conlara
  - La Población
  - Las Tapias
  - Los Cerrillos
  - Los Hornillos
  - Luyaba
- 5 municipalità (municipios in spagnolo):
  - La Paz
  - San Javier y Yacanto
  - San José
  - Villa de Las Rosas
  - Villa Dolores